# Акрамов Рустам Акрамович
Рустам Акрамович Акрамов (узб. Rustam Akramovich Akramov, нар. 11 серпня 1948, Янгібазар — пом. 15 лютого 2022) — радянський футболіст, що грав на позиції півзахисника. По завершенні ігрової кар'єри — футбольний тренер, відомий за роботою в збірних Узбекистану та Індії.

## Біографія
Рустам Акрамов народився в селищі Янгібазар неподалік Ташкента. Як футболіст протягом 1967—1973 років грав у командах «Політвідділ» і «Пахтакор». Одночасно в 1970 році закінчив відділення футболу Узбецького державного інституту фізичної культури. Після закінчення вишу Акрамов працював тренером у московському ЦСКА, також навчався в аспірантурі при Московському інституті фізичної культури, й у 1975 році захистив кандидатську дисертацію на тему підготовки збірних команд. З 1976 року повернувся до Ташкента, де став спочатку викладачем, а з 1978 до 1987 року був завідувачем кафедри Узбецького інституту фізичної культури. У кінці 80-х років ХХ століття Рустам Акрамов розпочав працювати в Алжирі, в 1990—1991 роках він був головним тренером клубу «УСМ Алжир», а в 1992 році був одним із тренерів збірної Алжиру. У 1992 році повернувся до Узбекистану, де разом із Берадором Абдураїмовим став співголовним тренером національної збірної Узбекистану. На цій посаді Акрамов з Абдураїмовим спочатку зуміли виграти міжнародним Кубок Незалежності в Ташкенті в 1994 році, а пізніше в цьому ж році й футбольний турнір Азійських ігрор 1994 року в Японії. Федерація футболу Узбекистану лише в останній момент знайшла кошти для участі команди в змаганнях, футболістам не виплачували добових на початковому етапі змагань (на відміну від решти узбецької делегації), але, незважаючи на такі умови, збірна Узбекистану виграла турнір, перегравши у фіналі збірну Китаю. Після завершення континентального турніру збірних Рустам Акрамов у 1994 році очолював ташкентський «Пахтакор». У 1995—1997 роках узбецький тренер очолював національну збірну Індії, з якою виграв кілька субконтинентальних турнірів. У 1998 році Акрамова призначили технічним директором АФК. Також працював технічним директором центру національних збірних при Федерації футболу Узбекистану.
Помер Рустам Акрамов 15 лютого 2022 року.

## Державні нагороди
У 1994 році після перемоги у складі команди на Азійських іграх Рустам Акрамов разом із іншими переможцями ігор та їх тренерами був нагороджений державною нагородою Республіки Узбекистан — медаллю «Шухрат». У цьому ж році йому було присвоєне звання заслуженого тренера Республіки Узбекистан.

## Титули і досягнення

### Як тренер
Збірна Узбекистану
- Азійські ігри:

- Золото: 1994